# Darren Lill
Darren Lill (* 20. August 1982 in Kapstadt) ist ein ehemaliger südafrikanischer Radrennfahrer.

## Sportliche Laufbahn
Darren Lill begann seine Karriere 2001 bei dem Radsportteam IBM-Lotus. 2003 wechselte er zum Team HSBC, wo er eine Etappe des Giro del Capo für sich entschied. In den Jahren 2004 und 2005 fuhr er für die britische Mannschaft Barloworld.
2006 wurde Lilli Afrikameister im Straßenrennen und Zehnter in der Gesamtwertung der UCI Africa Tour 2006. Im selben Jahr startete er bei den Straßen-Radweltmeisterschaften in Salzburg im Straßenrennen, das er aber nicht zu Ende fuhr.
2011 war das erfolgreichste Jahr für Darren Lill: Bei den Afrikaspielen errang er Silber im Einzelzeitfahren, belegte Platz vier im Straßenrennen und wurde südafrikanischer Straßenmeister. 2012 gewann er die Tour of Rwanda. Zum Abschluss seiner internationalen Radsportlaufbahn belegte er bei der südafrikanischen Straßenmeisterschaft Platz vier. Er bestreitet weiterhin Rennen auf nationaler Ebene und auf dem Mountainbike.

## Erfolge
2003
- eine Etappe Giro del Capo

2005
- 947 Cycle Challenge (Jedermannrennen)

2006
- Afrikameister – Straßenrennen

2011
- Südafrikanischer Meister – Straßenrennen
- eine Etappe Tour of South Africa
- Panafrikanische Spiele – Einzelzeitfahren
- Panafrikanische Spiele – Teamzeitfahren (mit Nolan Hoffman, Reinardt Janse van Rensburg und Jay Robert Thomson)

2012
- Gesamtwertung und zwei Etappen Tour of Rwanda

## Teams
- 2001 IBM-Lotus
- 2002 Microsoft
- 2003 Team HSBC
- 2004 Barloworld-Androni Giocattoli
- 2005 Barloworld-Valsir
- 2007 Navigators Insurance
- 2008 BMC Racing Team
- 2009 Team Type 1
- 2010 Fly V Australia
- 2011 DCM (bis 31. Juli)
- 2011 Team Bonitas (ab 1. August)
- 2012 Team Bonitas
- 2014 Team Ligthsbylinea